# 黄毓英
黄毓英（1885年—1912年5月7日），字子和，云南会泽人。中国民主革命家。与杨振鸿、马骧合称“云南革命三杰”。

## 生平
黄毓英自幼生活于云南，后来其父黄玉田赴四川任职，全家人便随之迁居四川。1903年，黄毓英和兄长黄毓兰留学日本，先后在弘文学院、东斌学校学习。1905年，孙中山在日本成立中国同盟会，黄毓英当即加入，此后曾赴南洋、云南参与革命活动。1910年初，黄毓英入云南新军任排长，在新军中进行活动，争取到蔡锷等高级将领及士兵支持革命。
1911年武昌起义爆发后，云南的中国同盟会会员积极准备响应，黄毓英参与了昆明重九起义的策划，并打响了起义的第一枪。所以，起义成功后，成立云南军都督府时，一批下级军官及士兵推举黄毓英任都督，被黄毓英谢绝。
云南军都督府成立后，黄毓英先后奉命援川、援黔。1911年11月，云南组织滇军援川军一个师，以云南军都督府军务部总长韩建铎为师长（后来改称“滇军援川军总司令”），下辖两个梯团：谢汝翼任第一梯团长，顾品珍、张开儒、黄毓成协助；李鸿祥任第二梯团长，张子贞、黄毓英、杨发源协助。滇军抵达四川南部的叙府、泸州后，形势已发生变化，川军、滇军还在自流井发生武装冲突。蔡锷希望事件得到和平解决。1912年2月20日，成都、重庆两个军政府派出代表抵达自流井，同滇军代表等进行协商，达成了《北伐条约》八款，决定川军和滇军共同组织北伐队进行北伐。随后，清室退位，南北统一，北伐军便停止组织。滇军援川军撤回云南，谢汝翼、李鸿祥两个梯团于1912年5月6日同时回到昆明。
此时，唐继尧任司令的云南北伐军途经贵州、实行援黔时遇到困难。唐继尧请求云南军政府派军队支援，云南军政府决定在援川军两个梯团主力撤回云南的同时，抽调张子贞的一个支队，组成“援黔遵义支队”，由张子贞任支队长，黄毓英、王秉钧任副支队长，赴贵州支援唐继尧。在率部自四川赴贵州途中，黄毓英于1912年5月7日在贵州思南遇袭身亡，享年27岁。
中华民国初期，昆明曾为黄毓英建一祠堂，称“黄武毅公祠”。孙中山为该祠堂题写了“乾坤正气”匾额。
曾外孙女陈彦行，前香港无线电视女艺员，前香港数码电台数码一台主持人。